# Список антиутопічних фільмів
Це перелік кінофільмів, що віднесені до жанру «антиутопія». Антиутопія в самому смислі — це критичне зображення державної системи, яка пішла проти принципів справжнього гуманізму. В антиутопії виражений протест проти насильства, абсурдного існуючого устрою, безправного становища особистості. Автори антиутопій, спираючись на аналіз реальних суспільних процесів, за допомогою фантастики намагалися передбачити їх розвиток в майбутньому, попередити тим самим про небезпечні наслідки існуючого порядку.

### XX століття

#### 1920-ті роки
- Доктор Мабузе, гравець (нім. Dr. Mabuse, der Spieler) (1922) / режисер Фріц Ланг
- Метрополіс (нім. Metropolis) (1922) / режисер Фріц Ланг

#### 1930-ті роки
- Прийдешнє (англ. Things to Come) (1936) / режисер Вільям Кемерон Мензіс

#### 1940-ві роки
- Місяць зайшов[en] (англ. "The Moon Is Down") (1943) / режисер Ірвінг Пічел[en]

#### 1950-ті роки
- 1984 (англ. 1984) (1956) / режисер Майкл Джозеф Андерсон-старший[en]
- Заборонена планета (англ. Forbidden Planet) (1956) / режисер Фред Вілкокс[en]
- Вторгнення викрадачів тіл (англ. "Invasion of the Body Snatchers") (1956) / режисер Дон Сігел
- На березі (англ. "On the Beach") (1959) / режисер Стенлі Крамер

#### 1960-ті роки
- Машина часу (англ. The Time Machine) (1960) / режисер Джордж Пал
- День, коли Земля спалахнула[en] (англ. "The Day the Earth Caught Fire") (1961) / режисер Вел Гест[en]
- Кібернетична бабця[cs] (чеськ. "Kybernetická babička") (1962) / режисер  Їржі Трнка
- Злітна смуга (фр. "La Jetée") (1962) / режисер Кріс Маркер
- Процес (англ. "The Trial") (1962) / режисер Орсон Веллс
- Остання людина на Землі (англ. "The Last Man on Earth") (1964) / режисери Убальдо Рагона[en] і Сідні Салков[en]
- Десята жертва (італ. "La decima vittima") (1965) / режисер Еліо Петрі
- Альфавіль (фр. "Alphaville: A Strange Adventure of Lemmy Caution") (1965) / режисер Жан-Люк Годар
- 451 градус за Фаренгейтом (англ. "Fahrenheit 451") (1966) / режисер Франсуа Трюффо
- Другі (англ. "Seconds") (1966) / режисер Джон Франкенгаймер
- Планета мавп (англ. "Planet of the Apes") (1968) / режисер Франклін Дж. Шаффнер

#### 1970-ті роки
- Колос: Проєкт Форбіна (англ. "Colossus: The Forbin Project") (1970) / режисер Джозеф Сарджент[en]
- Ні травинки (англ. "No Blade of Grass) (1970) / режисер Корнел Вайлд[en]
- Механічний апельсин (англ. "A Clockwork Orange) (1971) / режисер Стенлі Кубрик
- Людина Омега (англ. "The Omega Man) (1971) / режисер Борис Сагал
- Парк покарань[en] (англ. "Punishment Park") (1971) / режисер Пітер Воткінс[en]
- THX 1138 (англ. "THX 1138) (1971) / режисер Джордж Лукас
- Мовчазна втеча (англ. "Silent Running) (1972) / режисер Дуглас Трамбулл[en]
- Н.П.Н. (англ. "Z.P.G.") (1972) / режисер Майкл Кампус[en]
- Фантастична планета (фр. "La Planète sauvage") (1973) / режисер Рене Лалу
- Перенос в Айдахо[en] (англ. "Idaho Transfer") (1973) / режисер Пітер Фонда
- Сплячий (англ. "Sleeper) (1973) / режисер Вуді Аллен
- Зелений сойлент (англ. "Soylent Green) (1973) / режисер Річард Флейшер[en]
- Край «Дикий Захід» (англ. "Westworld) (1973) / режисер Майкл Крайтон
- Світ на дроті (нім. "Welt am Draht") (1973) / режисер Райнер Вернер Фассбіндер
- Хлопець та його пес (англ. "A Boy and His Dog) (1974) / режисер Л.К. Джонс[en]
- Зардоз (англ. "Zardoz) (1974) / режисер Джон Бурман[en]
- Смертельні перегони 2000 (англ. "Death Race 2000) (1975) / режисер Пол Бартел[en]
- Роллербол (англ. "Rollerball) (1975) / режисер Норман Джевісон
- Світ майбутнього[en] (англ. "Futureworld") (1976) / режисер Річард Т. Хеффрон[en]
- Втеча Логана (англ. "Logan's Run) (1976) / режисер Майкл Андерсон[en]
- Людина, яка впала на Землю (англ. "The Man Who Fell to Earth) (1976) / режисер Ніколас Роуг[en]
- Вторгнення викрадачів тіл (англ. "Invasion of the Body Snatchers") (1978) / режисер Філіп Кауфман[en]
- Шалений Макс (англ. "Mad Max) (1979) / режисер Джордж Міллер
- Квінтет[en] (англ. "Quintet") (1979) / режисер Роберт Альтман

#### 1980-ті роки
- Який чудесний світ новий! (англ. "Brave New World) (1980) / режисер Берт Брінкергоф[en]
- Прямий репортаж про смерть (англ. "Death Watch) (1980) / режисер Бертран Таверньє
- Втеча з Нью-Йорка (англ. "Escape from New York) (1981) / режисер Джон Карпентер
- Шалений Макс 2 (англ. "Mad Max 2: The Road Warrior) (1981) / режисер Джордж Міллер
- Зовнішньозем'я (англ. "Outland) (1981) / режисер Пітер Хаямс[en]
- Сканнери (англ. "Scanners) (1981) / режисер Девід Кроненберг
- Той, що біжить по лезу (англ. "Blade Runner) (1982) / режисер Рідлі Скотт
- Остання битва (фр. "Le Dernier Combat) (1983) / режисер Люк Бессон
- Ціна ризику[fr] (фр. "Le Prix du danger) (1983) / режисер Ів Буассе
- Відеодром (англ. "Videodrome) (1983) / режисер Девід Кроненберг
- 1984 (англ. "Nineteen Eighty-Four) (1984) / режисер Майкл Редфорд
- Сексмісія (пол. "Seksmisja) (1984) / режисер Юліуш Махульський
- Термінатор (англ. "The Terminator) (1984) / режисер Джеймс Камерон
- Нитки[en] (англ. "Threads) (1984) / режисер Мік Джексон
- Бразилія (англ. "Brazil) (1985) / режисер Террі Гілліам
- Шалений Макс 3 (англ. "Mad Max Beyond Thunderdome) (1985) / режисер Джордж Міллер
- Макс Гедрум: на 20 хвилин у майбутнє (англ. "Max Headroom: 20 Minutes into the Future) (1985) / режисер Рокі Мортон[en]
- Кінов'язниця майбутнього[en] (англ. "Dead End Drive-In) (1986) / режисер Браян Тренчард-Сміт[en]
- Кін-дза-дза! (рос. "Кин-дза-дза!) (1986) / режисер Георгій Данелія
- Діти сонця (англ. "Solarbabies) (1986) / режисер Алан Джонсон[en]
- Черрі-2000 (англ. "Cherry 2000) (1987) / режисер Стів Де Джарнат[en]
- Еквалайзер 2000[en] (англ. "Equalizer 2000) (1987) / режисер Кіріо Сантьяго[en]
- Робот-поліцейський (англ. "RoboCop) (1987) / режисер Пол Верговен
- Людина, що біжить (англ. "The Running Man) (1987) / режисер Пол Майкл Глейзер[en]
- Сталевий світанок (англ. "Steel Dawn) (1987) / режисер Ленс Хул[de]
- Akira (яп. "アキラ) (1988) / режисер Кацушіро Отомо
- Сутінки (англ. "Nightfall) (1988) / режисер Пол Маєрсберг[en]
- Вони живуть (англ. "They Live) (1988) / режисер Джон Карпентер
- Бетмен (англ. "Batman) (1989) / режисер Тім Бертон
- Кров героїв (англ. "The Blood of Heroes) (1989) / режисер Девід Вебб Піплз
- Тисячоліття (англ. "Millennium) (1989) / режисер Майкл Андерсон[en]

#### 1990-ті роки
- Оповідь служниці (англ. "The Handmaid's Tale) (1990) / режисер Фолькер Шлендорф
- Залізо (англ. "Hardware) (1990) / режисер Річард Стенлі[en]
- Згадати все (англ. "Total Recall) (1990) / режисер Пол Верговен
- Термінатор 2: Судний день (англ. "Terminator 2: Judgment Day) (1991) / режисер Джеймс Камерон
- Корпорація «Безсмертя» (англ. "Freejack) (1992) / режисер Джеф Мерфі[en]
- Руйнівник (англ. "Demolition Man) (1993) / режисер Марко Брамбілья[en]
- Фортеця (англ. "Fortress) (1993) / режисер Стюарт Гордон
- Протистояння (англ. "The Stand) (1994) / режисер Мік Гарріс[en]
- 12 мавп (англ. "12 Monkeys) (1995) / режисер Террі Гілліам
- Місто загублених дітей (фр. "La Cité des enfants perdus) (1995) / режисери Марк Каро та Жан-П'єр Жене
- Дух в обладунках (яп. "攻殻機動隊) (1995) / режисер Осії Мамору
- Гаррісон Берджерон (англ. "Harrison Bergeron) (1995) / режисер Брюс Пітман[en]
- Джонні-Мнемонік (англ. "Johnny Mnemonic) (1995) / режисер Роберт Лонго[en]
- Суддя Дредд (англ. "Judge Dredd) (1995) / режисер Денні Кеннон[en]
- Дивні дні (англ. "Strange Days) (1995) / режисер Кетрін Біґелоу
- Танкістка[en] (англ. "Tank Girl) (1995) / режисер Рейчел Талалай
- Водний світ (англ. "Waterworld) (1995) / режисер Кевін Рейнолдс
- Втеча з Лос-Анджелеса (англ. "Escape from L.A.) (1996) / режисер Джон Карпентер
- Кінець Євангеліону (яп. "新世紀エヴァンゲリオン劇場版 Air/まごころを、君に) (1997) / режисер Анно Хідеакі
- П'ятий елемент (англ. "The Fifth Element) (1997) / режисер Люк Бессон
- Гаттака (англ. "Gattaca) (1997) / режисер Ендрю Нікол
- Нірвана (англ. "Nirvana) (1997) / режисер Габріеле Сальваторес
- Листоноша (англ. "The Postman) (1997) / режисер Кевін Костнер
- Темне місто (англ. "Dark City) (1998) / режисер Алекс Прояс
- Плезантвіль (англ. "Pleasantville) (1998) / режисер Гарі Росс[en]
- Екзистенція (англ. "eXistenZ) (1999) / режисер Девід Кроненберг
- Матриця (англ. "The Matrix) (1999) / режисер Сестри Вачовскі

### XXI століття

#### 2000-ті роки
- Королівська битва (англ. "Battle Royale) (2000) / режисер Кіндзі Фукасаку[ja]
- Поле битви — Земля (англ. "Battlefield Earth) (2000) / режисер Роджер Крістіан[en]
- На останньому березі (англ. "On the Beach) (2000) / режисер Рассел Малкехі
- Штучний розум (англ. "A.I. Artificial Intelligence) (2001) / режисер Стівен Спілберг
- Еквілібріум (англ. "Equilibrium) (2002) / режисер Курт Віммер
- Особлива думка (англ. "Minority Report) (2002) / режисер Стівен Спілберг
- Оселя зла (англ. "Resident Evil) (2002) / режисер Пол В.С. Андерсон
- Зоряні війни: Атака клонів (англ. "Star Wars: Episode II – Attack of the Clones) (2002) / режисер Джордж Лукас
- Машина часу (англ. "The Time Machine) (2002) / режисер Саймон Велз[en]
- The Animatrix (англ. "The Animatrix) (2003) / режисер Сестри Вачовскі
- Код 46[en] (англ. "Code 46) (2003) / режисер Майкл Вінтерботтом[en]
- Матриця: Перезавантаження (англ. "The Matrix Reloaded) (2003) / режисер Сестри Вачовскі
- Матриця: Революція (англ. "The Matrix Revolutions) (2003) / режисер Сестри Вачовскі
- Місто майбутнього (англ. "Natural City) (2003) / режисер Мін Бьон Чхон[ko]
- Термінатор 3: Повстання машин (англ. "Terminator 3) (2003) / режисер Джонатан Мостоу[en]
- Casshern[ja] (яп. "キャシャーン) (2004) / режисер Казуякі Кірія
- ЧАПи (англ. "FAQ: Frequently Asked Questions) (2004) / режисер Карлос Атанес
- Я, робот (англ. "I, Robot) (2004) / режисер Алекс Прояс
- Параноя 1:0[en] (англ. "Paranoia 1.0) (2004) / режисер Джеф Ренфро
- Еон Флакс (англ. "Æon Flux) (2005) / режисер Керін Кусама
- Острів (англ. "The Island) (2005) / режисер Майкл Бей
- Місія Сереніті (англ. "Serenity) (2005) / режисер Джосс Відон
- Зоряні війни: Помста ситхів (англ. "Star Wars: Episode III – Revenge of the Sith) (2005) / режисер Джордж Лукас
- Клопітливий чоловік (англ. "The Bothersome Man) (2006) / режисер Йенс Лієн[en]
- Останній нащадок Землі (англ. "Children of Men) (2006) / режисер Альфонсо Куарон
- Ідіократія (англ. "Idiocracy) (2006) / режисер Майк Джадж
- Земля сліпих[en] (англ. "Land of the Blind) (2006) / режисерРоберт Едвардс
- Ренесанс  (англ. "Renaissance) (2006) / режисер Крістіан Волькманд
- Затьмарення  (англ. "A Scanner Darkly) (2006) / режисер Річард Лінклейтер
- V означає Вендетта (англ. "V for Vendetta) (2006) / режисер Джеймс Мактіг
- Я — легенда (англ. "I Am Legend) (2007) / режисер Френсіс Лоуренс
- Казки Півдня[en] (англ. "Southland Tales) (2007) / режисер Річард Келлі[en]
- Вавилон нашої ери (англ. "Babylon A.D.) (2008) / режисер Матьє Кассовіц
- Сліпота[en] (англ. "Blindness) (2008) / режисер Фернанду Мейрелліш
- Місто Ембер (англ. "City of Ember) (2008) / режисер Джил Кенан[en]
- Смертельні перегони (англ. "Death Race) (2008) / режисер Пол В.С. Андерсон
- Repo! Генетична опера (англ. "Repo! The Genetic Opera) (2008) / режисер Даррен Лінн Боузман[en]
- Торговець сном (англ. "Sleep Dealer) (2008) / режисер Алекс Рівера[en]
- ВОЛЛ·І (англ. "WALL-E) (2008) / режисер Ендрю Стентон
- 2081 (англ. "2081) (2009) / режисер Чандлер Тартл
- Епоха дурнів[en] (англ. "The Age of Stupid) (2009) / режисер Френні Армстронг[en]
- Вантаж (нім. "Cargo) (2009) / режисер Айван Енглер[de]
- Воїни світла (англ. "Daybreakers) (2009) / режисер Брати Спіріги[en]
- Дев'ятий округ (англ. "District 9) (2009) / режисер Нілл Блумкамп
- Геймер (англ. "Gamer) (2009) / режисер Марк Невелдін і Браян Тейлор[en]
- Залюднений острів (рос. "Обитаемый остров) (2009) / режисер Федір Бондарчук
- Метропія (англ. "Metropia) (2009) / режисер Тарік Салех[en]
- Дорога (англ. "The Road) (2009) / режисер Джон Гілкоут[en]
- Сурогати (англ. "Surrogates) (2009) / режисер Джонатан Мостоу[en]
- Термінатор: Спасіння прийде (англ. "Terminator Salvation) (2009) / режисер  МакДжі
- Хранителі (англ. "Watchmen) (2009) / режисер Зак Снайдер

#### 2010-ті роки
- Книга Ілая (англ. "The Book of Eli) (2010) / режисер Альберт Г'юз, Аллен Г'юз
- Темний Метрополіс (англ. "Dark Metropolis) (2010) / режисер Стюарт СентДжон
- Воїн доріг (англ. "Downstream) (2010) / режисер Сімон Бартесагі
- Ніколи не відпускай мене (англ. "Never Let Me Go) (2010) / режисер Марк Романек
- Вільне радіо Альбемута (англ. "Radio Free Albemuth) (2010) / режисер Джон Алан Сімон
- Різники (англ. "Repo Men) (2010) / режисер Мігель Сапочник
- Теккен (англ. "Tekken) (2010) / режисер Дуайт Літтл
- Бомж із дробовиком (англ. "Hobo with a Shotgun) (2011) / режисер Джейсон Ейзенер[en]
- Час (англ. "In Time) (2011) / режисер Ендрю Ніккол
- Священник (англ. "Priest) (2011) / режисер Скотт Стюарт
- Повстання планети мавп (англ. "Rise of the Planet of the Apes) (2011) / режисер Руперт Ваятт
- Атлант розправив плечі: частина 1 (англ. "Atlas Shrugged: Part I) (2011) / режисер Пол Йоханссон[en]
- Антивірус  (англ. "Antiviral) (2012) / режисер Брендон Кроненберг[en]
- Хмарний атлас (англ. "Cloud Atlas) (2012) / режисер Том Тиквер і Сестри Вачовскі
- Суддя Дредд (англ. "Dredd) (2012) / режисер Піт Трейвіс
- Голодні ігри (англ. "The Hunger Games) (2012) / режисер Ґері Росс[en]
- Петля часу (англ. "Looper) (2012) / режисер Раян Джонсон
- Згадати все (англ. "Total Recall) (2012) / режисер Лен Вайсман
- Атлант розправив плечі: частина 2[en] (англ. "Atlas Shrugged: Part II) (2012) / режисер Джон Путч[en]
- Конгрес (англ. "The Congress) (2013) / режисер Арі Фольман[en]
- Елізіум (англ. "Elysium) (2013) / режисер Нілл Блумкамп
- Гра Ендера (англ. "Ender's Game) (2013) / режисер Ґевін Гуд
- Важко бути богом (англ. "Hard to be a God) (2013) / режисер Герман Олексій Юрійович
- Голодні ігри: У вогні (англ. "The Hunger Games: Catching Fire) (2013) / режисер Френсіс Лоуренс
- Світ забуття (англ. "Oblivion) (2013) / режисер Джозеф Косинський
- Чистка (англ. "The Purge) (2013) / режисер Джеймс ДеМонако[en]
- Крізь сніг (англ. "Snowpiercer) (2013) / режисер Пон Джун Хо
- Теорема Зеро (англ. "The Zero Theorem) (2013) / режисер Террі Гілліам
- Атлант розправив плечі: частина 3[en] (англ. "Atlas Shrugged Part III: Who Is John Galt?) (2014) / режисер Джей Джеймс Манера
- Страховик (англ. "Automata) (2014) / режисер Гейб Ібаньєс
- Світанок планети мавп (англ. "Dawn of the Planet of the Apes) (2014) / режисер Метт Рівз
- Дивергент (англ. "Divergent) (2014) / режисер Ніл Берґер
- Посвячений (англ. "The Giver) (2014) / режисер Філліп Нойс[en]
- Голодні ігри: Переспівниця. Частина І (англ. "The Hunger Games: Mockingjay – Part 1) (2014) / режисер Френсіс Лоуренс
- Lego Фільм (англ. "The Lego Movie) (2014) / режисер Філ Лорд і Кріс Міллер[en]
- Той, що біжить лабіринтом (англ. "The Maze Runner) (2014) / режисер Вес Болл
- Чистка: Анархія (англ. "The Purge: Anarchy) (2014) / режисер Джеймс ДеМонако[en]
- Робокоп (англ. "RoboCop) (2014) / режисер Жозе Паділья[en]
- Ровер (англ. "The Rover) (2014) / режисер Девід Мішо[en]
- Перевага (англ. "Transcendence) (2014) / режисер Воллі Пфістер
- Люди Ікс: Дні минулого майбутнього (англ. "X-Men: Days of Future Past) (2014) / режисер Браян Сінгер
- Робот Чаппі (англ. "CHAPPiE) (2015) / режисер Нілл Блумкамп
- Інсургент (англ. "The Divergent Series: Insurgent) (2015) / режисер Роберт Швентке[en]
- Рівні (англ. "Equals) (2015) / режисер Дрейк Доремус[en]
- Висотка (англ. "High-Rise) (2015) / режисер Бен Вітлі
- Голодні ігри: Переспівниця. Частина ІІ (англ. "The Hunger Games: Mockingjay – Part 2) (2015) / режисер Френсіс Лоуренс
- Лобстер (англ. "The Lobster) (2015) / режисер Йоргос Лантімос
- Шалений Макс: Дорога гніву (англ. "Mad Max: Fury Road) (2015) / режисер Джордж Міллер
- Z означає Захарія (англ. "Z for Zachariah) (2015) / режисер Крейг Зобель[en]
- Аллегіант (англ. "The Divergent Series: Allegiant) (2016) / режисер Роберт Швентке[en]
- Чистка: Вибори (англ. "The Purge: Election Year) (2016) / режисер Джеймс ДеМонако[en]
- Прорідження[en] (англ. "The Thinning) (2016) / режисер Майкл Дж. Галлагер
- Той, хто біжить по лезу 2049 (англ. "Blade Runner 2049) (2017) / режисер Дені Вільнев
- Сім сестер (англ. "What Happened to Monday) (2017) / режисер Томмі Віркола
- Перша чистка (англ. "The First Purge) (2018) / режисер Герард Мак-Мюррей
- Готель Артеміда[en] (англ. "Hotel Artemis) (2018) / режисер Дрю Пірс[en]
- Острів собак (англ. "Isle of Dogs) (2018) / режисер Вес Андерсон
- Той, що біжить лабіринтом: Ліки від смерті (англ. "Maze Runner: The Death Cure) (2018) / режисер Вес Болл
- Смертні машини (англ. "Mortal Engines) (2018) / режисер Христіан Ріверс[en]
- Першому гравцю приготуватися (англ. "Ready Player One) (2018) / режисер Стівен Спілберг
- Аліта: Бойовий ангел (англ. "Alita: Battle Angel) (2019) / режисер Роберт Родрігес

#### 2020-ті роки
- Матриця: Воскресіння (англ. "The Matrix Resurrections) (2021) / режисер Сестри Вачовскі
- Фуріоза: Шалений Макс. Сага (англ. "Furiosa: A Mad Max Saga) (2024) / режисер Джордж Міллер
- Клара і сонце (англ. "Klara and the Sun) (2026) / режисер Тайка Вайтіті